# Mittersee (Ruhpolding)
Der Mittersee ist ein nacheiszeitlich entstandener See im Gemeindegebiet von Ruhpolding.

## Etymologie
Der Mittersee ist der mittlere der drei Seen des Dreiseengebiets.

## Geographie
Der Mittersee liegt in der Gemarkung Seehauser Forst im äußersten Südwesten der Gemeinde Ruhpolding, etwa 9 Kilometer vom Ortskern entfernt (Luftlinie). Sein Südwestufer befindet sich unmittelbar an der Grenze zur Nachbargemeinde Reit im Winkl. Der See liegt auf 751 m ü. NHN Seine Fläche beträgt 14,293 ha. Seine maximale Tiefe ist 11,8 Meter, die er im Südostabschnitt erreicht.
Der See hat in etwa eine dreieckige Gestalt mit einem schlauchförmigen Verbindungsstück zum Lödensee im Nordosten, welches im Sommer nahezu trockenfallen kann. Sein maximaler Umfang beläuft sich auf gut 1400 Meter, seine durchschnittliche Länge in Nordwest-Südost-Richtung auf 450 Meter, seine Breite in Nordost-Südwest-Richtung auf 300 Meter.
Zusammen mit den beiden anderen Seen des Dreiseengebiets Weitsee und Lödensee erstreckt sich der Mittersee im Tal zwischen Gurnwandkopf und Hörndlwand auf der Nord- und dem Dürrnbachhorn-Massiv auf der Südseite. Die Deutsche Alpenstraße (B305) führt unmittelbar im Süden des Sees vorbei. Entlang seiner Nordseite verläuft die Trasse der mittlerweile stillgelegten Waldbahn Ruhpolding-Reit im Winkl. Sie wird jetzt als Zugangsweg benutzt.
Der Mittersee besitzt zwei Zuflüsse, einmal den vom Weitsee im Westsüdwesten kommenden Überlauf der Forstbrückwiesen, sowie den aus Südsüdwest einmündenden Rohreckhausgraben, der zwar nur bei Starkregen Wasser führt, aber dennoch ein Delta mit zwei Hauptästen in den See geschüttet hat. Beide Zuflüsse erreichen den See unmittelbar nebeneinander am Nordwestende. Ihr nicht unerheblicher Sedimenteintrag hat bewirkt, dass die Nordwestseite des Sees total verflacht. Der See ist somit in seinem Westabschnitt stark am Verlanden und seine tieferen Teile werden mehr und mehr nach Südosten zurückgedrängt. Entlang der Nordostseite befindet sich ein Schwemmkegel, der von einem Wildbach aus der Südflanke des Hochkienbergs in den See vorgeschoben wurde. Der Schwemmkegel droht, den schmalen Verbindungskanal zum Lödensee völlig abzuschnüren. Der die Schwemmsedimente transportierende Bach mündet jedoch jetzt an der Westseite des Lödensees, so dass für den Mittersee hier vorerst keine unmittelbare Verschüttungsgefahr besteht. An der Südostecke befinden sich drei weitere kleine Zutritte, die von Tälern der Wilden Hausgräben gespeist werden, jedoch nur bei Starkregen auch aktiv sedimentieren.
Der Mittersee hat keinen direkten Abfluss, kommuniziert aber über das enge Verbindungsstück mit dem Lödensee. Dieser ist ebenfalls abflusslos, verliert aber unterirdisch Wasser nach Nordosten in Richtung Förchensee und Seetraun.

## Geologie

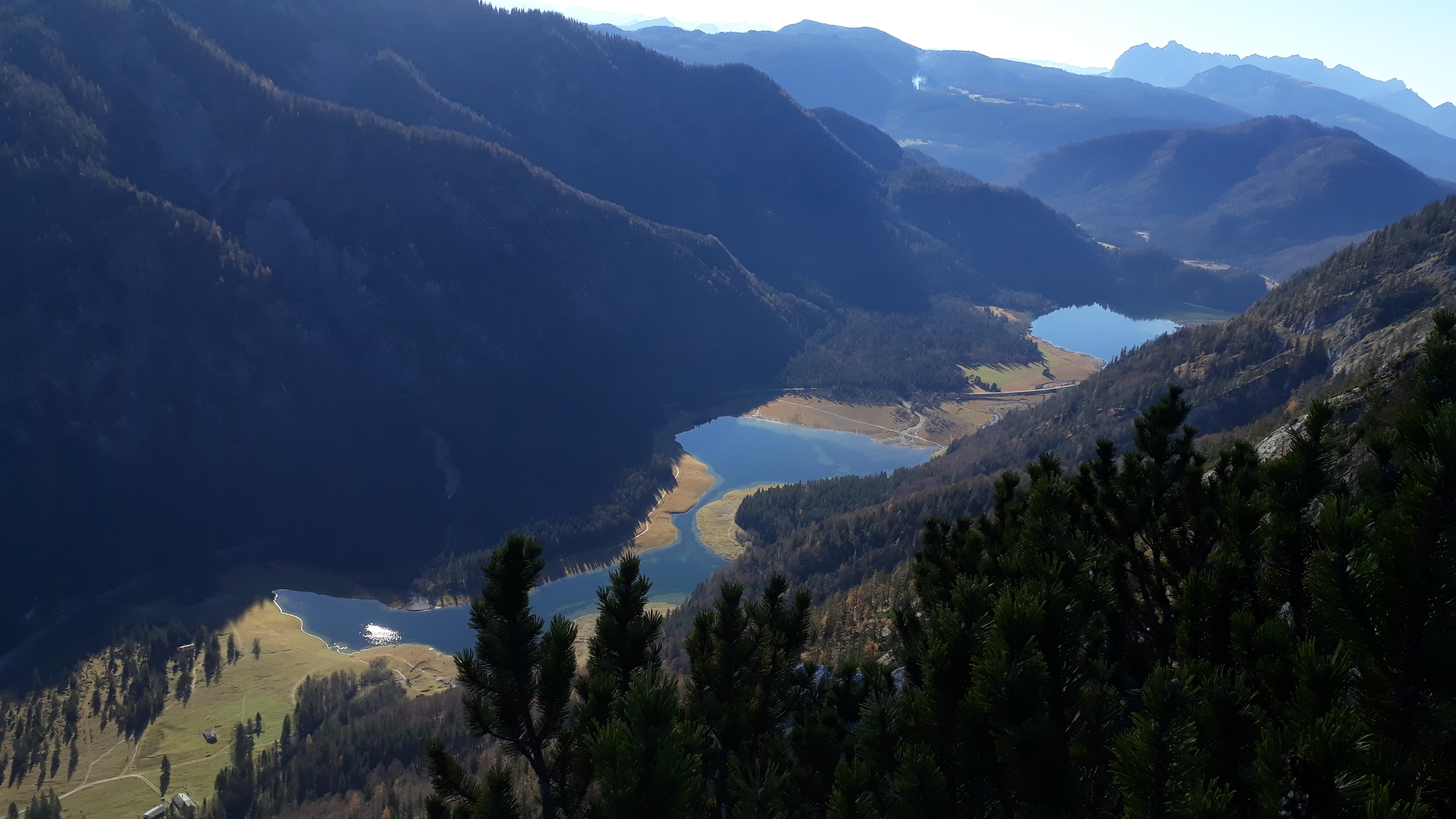
Blick von der Schlösselschneid ins Dreiseengebiet, im Zentrum der Mittersee.

Die Talung des Dreiseengebietes wurde während der Würm-Kaltzeit und wahrscheinlich auch schon während der Riß-Kaltzeit von einem Abzweig des Tiroler-Achen-Gletschers ausgeschürft. Die Ferneismassen waren von Reit im Winkl über Seegatterl eingeströmt und stießen dann ins Tal der Seetraun weiter vor. Sie räumten im Gebiet des Mittersees vorwiegend anstehenden Hauptdolomit aus, wobei ihre Arbeit durch das an der Seesüdseite vermutete Nordost-streichende Störungssystem wesentlich erleichtert wurde. Nach Abschmelzen des Gletschers bildete sich zu Beginn des Holozäns ein Schmelzsee, der die Talung des Dreiseengebiets ausfüllte (dass der ursprüngliche See wesentlich größer war, wird durch Terrassenwälle auf der Südseite verdeutlicht). Der jetzige Mittersee ist nur ein Überbleibsel dieses ursprünglichen Schmelzsees – dem überdies, wie oben schon angesprochen, weitere Verlandung droht.
Das Anstehende der Talflanken baut sich entlang der Südseite aus Hauptdolomit des Dürrnbachhorn-Massivs auf. Die Nordflanke steigt steil zum Hochkienberg hin an und besteht aus mit zirka 40° nach Süden einfallendem Wettersteinkalk. Im unteren Abschnitt legen sich Raibler Schichten über den Wettersteinkalk und am Talfuß erscheint sogar schon Hauptdolomit. Die Raibler Schichten liegen mit anormalen Kontakt auf dem Wettersteinkalk und zeigen die reduzierte Abfolge Raibler Dolomit und Raibler Rauhwacke. Holozäner Blockschutt verhüllt dann den Übergang zum Talgrund. Im Talgrund liegen nacheiszeitliche Schwemmsedimente, im See rezente Seesedimente.

## Nutzung
Im Winter führen Langlaufloipen des ausgedehnten Ruhpoldinger Loipennetzes am See vorbei.